# Liste der Baudenkmale in Neißemünde
In der Liste der Baudenkmale in Neißemünde sind alle Baudenkmale der brandenburgischen Gemeinde Neißemünde und ihrer Ortsteile aufgelistet. Grundlage ist die Veröffentlichung der Landesdenkmalliste mit dem Stand vom 31. Dezember 2021. Die Bodendenkmale sind in der Liste der Bodendenkmale in Neißemünde aufgeführt.

## Baudenkmale in den Ortsteilen
In den Spalten befinden sich folgende Informationen:
- ID-Nr.: Die Nummer wird vom Brandenburgischen Landesamt für Denkmalpflege vergeben. Ein Link hinter der Nummer führt zum Eintrag über das Denkmal in der Denkmaldatenbank. In dieser Spalte kann sich zusätzlich das Wort Wikidata befinden, der entsprechende Link führt zu Angaben zu diesem Denkmal bei Wikidata.
- Lage: die Adresse des Denkmales und die geographischen Koordinaten. Link zu einem Kartenansichtstool, um Koordinaten zu setzen. In der Kartenansicht sind Denkmale ohne Koordinaten mit einem roten beziehungsweise orangen Marker dargestellt und können in der Karte gesetzt werden. Denkmale ohne Bild sind mit einem blauen bzw. roten Marker gekennzeichnet, Denkmale mit Bild mit einem grünen beziehungsweise orangen Marker.
- Bezeichnung: Bezeichnung in den offiziellen Listen des Brandenburgischen Landesamtes für Denkmalpflege. Ein Link hinter der Bezeichnung führt zum Wikipedia-Artikel über das Denkmal.
- Beschreibung: die Beschreibung des Denkmales
- Bild: ein Bild des Denkmales und gegebenenfalls einen Link zu weiteren Fotos des Baudenkmals im Medienarchiv Wikimedia Commons

### Breslack
| ID-Nr.   | Lage                  | Bezeichnung | Beschreibung | Bild           |
| -------- | --------------------- | ----------- | ------------ | -------------- |
| 09115010 | Ulmenstraße 12 (Lage) | Gehöft      |              | weitere Bilder |

### Ratzdorf
| ID-Nr.   | Lage                 | Bezeichnung                                    | Beschreibung | Bild           |
| -------- | -------------------- | ---------------------------------------------- | --- | -------------- |
| 09115778 | Am Oderdamm 1 (Lage) | Gasthaus mit Scheune und Saal                  | | weitere Bilder |
| 09115064 | Grenzweg (Lage)      | Backofen, gegenüber von Nr. 4                  | | BW             |
| 09115777 | Neißestraße (Lage)   | Mausoleum der Familie Ropert, auf dem Friedhof | Das Mausoleum entstand in den 1830er Jahren für die Händlerfamilie Ropert. Nach dem Zweiten Weltkrieg diente es bis in die 1980er Jahre als Leichenhallte des Ortes. Seit 2015 steht es unter Denkmalschutz. Nach der Sanierung 2018/19 wurden in der Gruft im Untergeschoss wieder sechs Särge für Erwachsene und zwei für Kinder aufgestellt. | weitere Bilder |
| 09116037 | Neißestraße 4 (Lage) | Kirche                                         | | weitere Bilder |

### Wellmitz
| ID-Nr.                           | Lage                        | Bezeichnung                                                     | Beschreibung                                                                                | Bild           |
| -------------------------------- | --------------------------- | --------------------------------------------------------------- | ------------------------------------------------------------------------------------------- | -------------- |
| 09115073                         | Lindenstraße 9 (Lage)       | Wohnhaus                                                        |                                                                                             | Wohnhaus       |
| 09115074                         | Lindenstraße 11 (Lage)      | Wohnhaus                                                        |                                                                                             | Wohnhaus       |
| 09115075                         | Lindenstraße 28 (Lage)      | Abtswappen des Neuzeller Stifts am Giebel des Stallgebäudes     | Das Sandsteinwappen stammt aus der Mitte des 18. Jahrhunderts.                              | BW             |
| 09115071 Wikidata                | Lindenstraße 38b (Lage)     | Dorfkirche mit Kirchhofsmauer und drei Sühnekreuzen             | Die evangelische Kirche wurde 1854 erbaut. Sie hat einen quadratischen Turm und eine Apsis. | weitere Bilder |
| 09115807 Teilobjekt zu: 09115071 | Lindenstraße 38b (Lage)     | Sühnekreuze                                                     |                                                                                             | Sühnekreuze    |
| 09115972 Teilobjekt zu: 09115071 | Lindenstraße 38b (Lage)     | Orgel                                                           |                                                                                             | BW             |
| 09116106                         | Straße der Jugend 12 (Lage) | Pfarrhaus, Gemeindesaal mit Winterkirche und Wirtschaftsgebäude |                                                                                             | BW             |
| 09116107 Teilobjekt zu: 09116106 | Straße der Jugend 12 (Lage) | Gemeindehaus & Winterkirche                                     | Das Gemeindehaus und die Winterkirche befinden sich hinter dem Pfarrhaus                    | BW             |
| 09116108 Teilobjekt zu: 09116106 | Straße der Jugend 12 (Lage) | Stall                                                           |                                                                                             | BW             |